# Herrmannella pecteni
Herrmannella pecteni är en kräftdjursart som först beskrevs av Sowinski 1884.  Herrmannella pecteni ingår i släktet Herrmannella och familjen Sabelliphilidae. Inga underarter finns listade i Catalogue of Life.